# Xinzhuang (stacja metra)
Xinzhuang (chiń. 莘庄站) – stacja metra w Szanghaju, na linii 1 i 5. Jest stacją końcową dla linii 1 i znajduje się za stacją Waihuan Lu oraz stacją początkową dla linii 5, znajdującą się przed Chunshen Lu. Została otwarta w 1996.